# Comuna de Oborniki Śląskie
Oborniki Śląskie (polaco: Gmina Oborniki Śląskie) é uma gminy (comuna) na Polónia, na voivodia de Baixa Silésia e no condado de Trzebnicki. A sede do condado é a cidade de Oborniki Śląskie.
De acordo com os censos de 2004, a comuna tem 17 758 habitantes, com uma densidade 115,5 hab/km².

## Área
Estende-se por uma área de 153,75 km², incluindo:
- área agricola: 55%
- área florestal: 35%

## Demografia
Dados de 30 de Junho 2004:
|                      | Total   | Total | Mulheres | Mulheres | Homens  | Homens |
| -------------------- | ------- | ----- | -------- | -------- | ------- | ------ |
|                      | pessoas | %     | pessoas  | %        | pessoas | %      |
| População            | 17 758  | 100   | 9075     | 51,1     | 8683    | 48,9   |
| Densidade (pop./km²) | 115,5   | 100   | 59       | 59       | 56,5    | 56,5   |

De acordo com dados de 2002, o rendimento médio per capita ascendia a 1232,32 zł.